# نگهداری و تعمیرات پیشگویانه
نگهداری و تعمیرات پیشگویانه (به انگلیسی: Predicitive maintenance (PdM)) یکی از استراتژی‌های نگهداری و تعمیرات است که بر مبنای آن در بازه‌های زمانی معین تعدادی از پارامترهای تجهیرات اندازه‌گیری می‌شود و بر اساس این داده‌ها برای تعمیر یا تعویض قطعات و تجهیزات تصمیم‌گیری می‌شود.